# Podlesie (Łazy)
Podlesie – część miasta Łazy, w Polsce, położona w województwie śląskim, w powiecie zawierciańskim, w gminie Łazy. Rozpościera się w rejonie ulic Leśnej i Ogrodowej.
Podlesie leży po zachodniej części Kolei Warszawsko-Wiedeńskiej. W latach 1915–1919, część ta (Podlesie, Cegielnia, Kąty i Bory) została odłączona od Łaz w gminie Rokitno Szlacheckie (które znalazły się pod okupacją austriacką) i włączona do nowo utworzonej 27 lutego 1915 w gminy Wysoka w powiecie będzińskim w strefie niemieckiej, gdzie utworzyła odrębną miejscowość Łazy (Zachodnie) z sołtysem Euzebiuszem Gołębiowskim. Po wojnie reintegrowana z Łazami.